# Зигмунт Нетцер
Зигмунт Нетцер (пол. Zygmunt Netzer; 5 січня 1898, Браїлів, Російська імперія — 23 січня 1977, Варшава) — майор Війська Польського, активний учасник Варшавського повстання. Полковник Народного Війська Польського, діяч ветеранського руху.

## Освіта і початок військової служби
Навчався в гімназії у Житомирі, з 1913 року — член таємних Польських стрілецьких дружин, з 1914 — таємної Польської військової організації (ПОВ) у Житомирі та Києві. З 1916 року навчався на математичному факультеті Київського університету. У грудні 1916 року призваний на службу до російської армії, закінчив прискорений курс Миколаївського артилерійського училища в Києві, у липні 1917 року отримав звання прапорщика.

## Польський офіцер
З жовтня 1917 року продовжував брати участь у діяльності ПОВ, командував взводом у польському загоні. У 1918 році командував київськими партизанами у складі легкої бригади III Польського корпусу на Сході, після роззброєння якого перебував у полоні в Києві.
У 1918 — 1928 роках служив у Війську Польському. Після короткого навчання в артилерійській школі у Рембертові, з січня 1919 року — офіцер розвідки 8-го полку польової артилерії, з листопада 1920 року — полковий ад'ютант у цьому ж полку, перетвореному на 8-й полк важкої артилерії. З березня 1921 року командував у ньому 8-ю, а з червня 1922 року — 9-ю батареєю. У листопаді 1922 року переведений до 1-го полку важкої артилерії, де був командиром 3-ї батареї. У березні-жовтні 1924 року навчався на курсах командирів батарей у Торуні, після закінчення яких повернувся до свого полку як командир 2-ї батареї. З грудня 1925 року — начальник унтер-офіцерських курсів. У жовтні 1926 року переведений до 2-го дивізіону кінної артилерії, де відповідав за матеріальне забезпечення. У 1927 році підвищений до звання капітана.
З листопада 1928 року — офіцер 9-го полку польової артилерії. У цьому ж році його військова кар'єра завершилася — військовим окружним судом у Варшаві 3 грудня 1928 році його було засуджено до двох місяців тюремного ув'язнення і виключення з офіцерського корпусу. 12 травня 1930 року помилуваний указом президента, але в армії не повернувся. У 1930 — 1939 роках працював у міністерстві фінансів молодшим референтом.

## Діяч АК
У вересні 1939 року був у Вільно, дістався до Варшави, де брав участь у її обороні. З осені 1939 року брав участь у підпільній діяльності проти німецьких окупантів у лавах Союзу збройної боротьби, потім Армії Крайової. Псевдоніми — «Щурик», «Щурик Миколай». З 1942 року — помічник інспектора 2-го району Центрального відділу Військової служби повстанської безпеки. Був організатором і командиром батальйону «Нарев».
Під час Варшавського повстання 1944 року — командир угрупування «Щурик», що складалося із трьох батальйонів. З 1 серпня діяв у південній частині центру міста (в районі площі Трьох Хрестів), а з 8 серпня — у Верхньому Чернякові. З 5 вересня 1944 року — заступник Яна Мазуркевича («Радослава»), який командував повстанськими силами у Чернякові. 12 вересня був тяжко поранений, 20 вересня евакуйований на правий берег Вісли, де розташовувалася «прорадянська» 1-я Польська армія генерала Зигмунта Берлінга. 2 жовтня 1944 року отримав звання майора (посмертно, оскільки його командування вважало, що Нетцер загинув). До 1945 року лікувався у шпиталях і санаторіях, інвалід війни.

## Учасник ветеранського руху
У 1946 році отримав чин полковника Народного Війська Польського. Брав участь у діяльності Союзу учасників збройної боротьби за незалежність і демократію, у травні 1946 — серпні 1947 — віце-голова його воєводського правління у Варшаві. Член Спілки інвалідів війни. З 1949 року — діяч Союзу борців за свободу і демократію, з 1959 року — заступник голови його головного правління, а потім член і заступник голови вищої ради цієї офіційної ветеранської організації Польської Народної Республіки. Автор спогадів про Варшавське повстання.
Похований на комунальному цвинтарі у Варшаві на ділянці, призначеній для колишніх солдатів групи «Щурик».

## Нагороди
У Польській Республіці нагороджений Хрестом хоробрих (чотири рази — 1921, 1922, 1944 року), Срібним хрестом Військового ордена «Віртуті мілітарі» (1921), Медаллю незалежності. Мав нагороди Польської Народної Республіки — Хрест Грюнвальда III ступеня, Кавалерський хрест і Командорський хрест ордена Відродження Польщі.